# Coprosma barbata
Coprosma barbata là một loài thực vật có hoa trong họ Thiến thảo. Loài này được Utteridge mô tả khoa học đầu tiên năm 2002.